# Johansonia nigrocapitata
Johansonia nigrocapitata är en svampart som först beskrevs av Georg Winter, och fick sitt nu gällande namn av Pier Andrea Saccardo 1889. Johansonia nigrocapitata ingår i släktet Johansonia och familjen Saccardiaceae.   Inga underarter finns listade i Catalogue of Life.